# ماشین بردار پشتیبانی
ماشین بردار پشتیبانی (Support vector machines - SVMs) یکی از روش‌های یادگیری بانظارت است که از آن برای طبقه‌بندی و رگرسیون استفاده می‌کنند. مبنای کاری دسته‌بندی کنندهٔ SVM دسته‌بندی خطی داده‌ها است و در تقسیم خطی داده‌ها سعی می‌کنیم ابرصفحه ای را انتخاب کنیم که حاشیه اطمینان بیشتری داشته باشد. حل معادله پیدا کردن خط بهینه برای داده‌ها به وسیله روش‌های برنامه سازی غیرخطی که روش‌های شناخته شده‌ای در حل مسائل محدودیت‌دار هستند صورت می‌گیرد. قبل از تقسیمِ خطی برای اینکه ماشین بتواند داده‌های با پیچیدگی بالا را دسته‌بندی کند داده‌ها را به وسیلهٔ تابعِ phi به فضای با ابعاد خیلی بالاتر می‌بریم. برای اینکه بتوانیم مسئله ابعاد خیلی بالا را با استفاده از این روش‌ها حل کنیم از قضیه دوگانی لاگرانژ برای تبدیلِ مسئلهٔ مینیمم‌سازی مورد نظر به فرم دوگانی آن که در آن به جای تابع پیچیدهٔ phi که ما را به فضایی با ابعاد بالا می‌برد، تابعِ ساده‌تری به نامِ تابع هسته (کرنل) که ضرب برداری تابع phi است ظاهر می‌شود استفاده می‌کنیم. از توابع هسته مختلفی از جمله هسته‌های نمایی، چندجمله‌ای و سیگموید می‌توان استفاده نمود. یکی از معروفترین خودآموزها مربوط به است.

## کاربردهای SVM
الگوریتم SVM، جزو الگوریتم‌های تشخیص الگو دسته‌بندی می‌شود. از الگوریتم SVM، در هر جایی که نیاز به تشخیص الگو یا دسته‌بندی اشیا در کلاس‌های خاص باشد می‌توان استفاده کرد. در ادامه به کاربردهای این الگوریتم به صورت موردی اشاره می‌شود:
سیستم آنالیز ریسک، کنترل هواپیما بدون خلبان، ردیابی انحراف هواپیما، شبیه‌سازی مسیر، سیستم راهنمایی اتوماتیک اتومبیل، سیستم‌های بازرسی کیفیت، آنالیز کیفیت جوشکاری، پیش‌بینی کیفیت، آنالیز کیفیت کامپیوتر، آنالیز عملیاتهای آسیاب، آنالیز طراحی محصول شیمیایی، آنالیز نگهداری ماشین، پیشنهاد پروژه، مدیریت و برنامه‌ریزی، کنترل سیستم فرایند شیمیایی و دینامیکی، طراحی اعضای مصنوعی، بهینه‌سازی زمان پیوند اعضا، کاهش هزینه بیمارستان، بهبود کیفیت بیمارستان، آزمایش اتاق اورژانس، اکتشاف روغن و گاز، کنترل مسیر در دستگاه‌های خودکار، ربات، جراثقال، سیستم‌های بصری، تشخیص صدا، اختصار سخن، کلاسه بندی صوتی، آنالیز بازار، سیستم‌های مشاوره‌ای محاسبه هزینه موجودی، اختصار اطلاعات و تصاویر، خدمات اطلاعاتی اتوماتیک، مترجم لحظه‌ای زبان، سیستم‌های پردازش وجه مشتری، سیستم‌های تشخیص ترمز کامیون، زمانبندی وسیله نقلیه، سیستم‌های مسیریابی، کلاسه بندی نمودارهای مشتری/بازار، تشخیص دارو، بازبینی امضا، تخمین ریسک وام، شناسایی طیفی، ارزیابی سرمایه، کلاسه بندی انواع سلول‌ها، میکروب‌ها و نمونه‌ها، پیش‌بینی فروش‌های آینده، پیش‌بینی نیازهای محصول، پیش‌بینی وضعیت بازار، پیش‌بینی شاخص‌های اقتصادی، پیش‌بینی ملزومات انرژی، پیش‌بینی واکنش‌های دارویی، پیش‌بینی بازتاب محصولات شیمیایی، پیش‌بینی هوا، پیش‌بینی محصول، پیش‌بینی ریسک محیطی، پیش‌بینی جداول داوری، مدل کردن کنترل فرایند، آنالیز فعالیت گارانتی، بازرسی اسناد، تشخیص هدف، تشخیص چهره، انواع جدید سنسورها، دستگاه کاشف زیر دریایی به وسیلهٔ امواج صوتی، رادار، پردازش سیگنال‌های تصویری شامل مقایسه اطلاعات، پیگیری هدف، هدایت جنگ‌افزارها، تعیین قیمت وضعیت فعلی، جلوگیری از پارازیت، شناسایی تصویر /سیگنال، چیدمان یک مدار کامل، بینایی ماشین، مدل کردن غیر خطی، ترکیب صدا، کنترل فرایند ساخت، آنالیز مالی، پیش‌بینی فرایندهای تولید، ارزیابی به‌کارگیری یک سیاست، بهینه‌سازی محصول، تشخیص ماشین و فرایند، مدل کردن کنترل سیستم‌ها، مدل کردن ساختارهای شیمیایی، مدل کردن سیستم‌های دینامیکی، مدل کردن سیگنال تراکم، مدل کردن قالب‌سازی پلاستیکی، مدیریت قراردادهای سهام، مدیریت وجوه بیمه، دیریت سهام، تصویب چک بانکی، اکتشاف تقلب در کارت اعتباری، ثبت نسیه، بازبینی امضا از چکها، پیش‌بینی ارزش نسیه، مدیریت ریسک رهن، تشخیص حروف و اعداد، تشخیص بیماری و…

## تاریخچه
الگوریتم SVM اولیه سال ۱۹۶۴ توسط ولادیمیر وپنیک و الکسی چرونینکیس در مؤسسه علوم کنترل آکادمی علوم روسیه ابداع شد. در سال ۱۹۹۲بوزر، ایزابل گایون و وپنیک با مطرح کردن هسته (کرنل) و افزودن آن به SVM راهی برای کلاس بندی غیرخطی ارائه کردند و در سال ۱۹۹۵ کورینا کورتس و وپنیک soft-margin SVM را معرفی کردند.

## ماشین بردار پشتیبان خطی

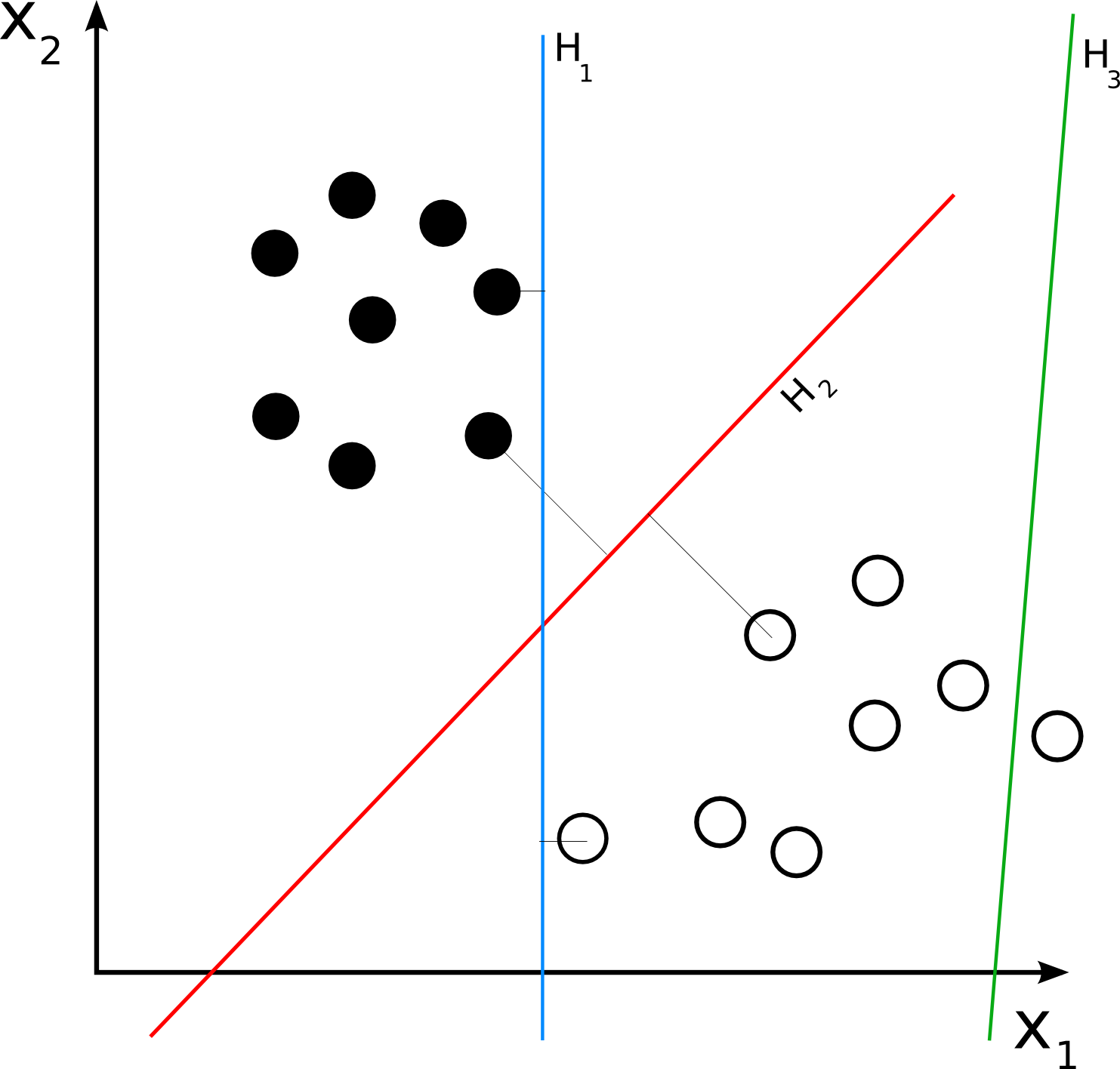
H3 (سبز) دو دسته را از هم جدا نمی‌کند. H1 (آبی) اما دو دوسته را از هم با حاشیه‌ای کوچک جدا می‌کند و H2 (قرمز) دو دسته را با حداکثر حاشیه از هم جدا می‌سازد.

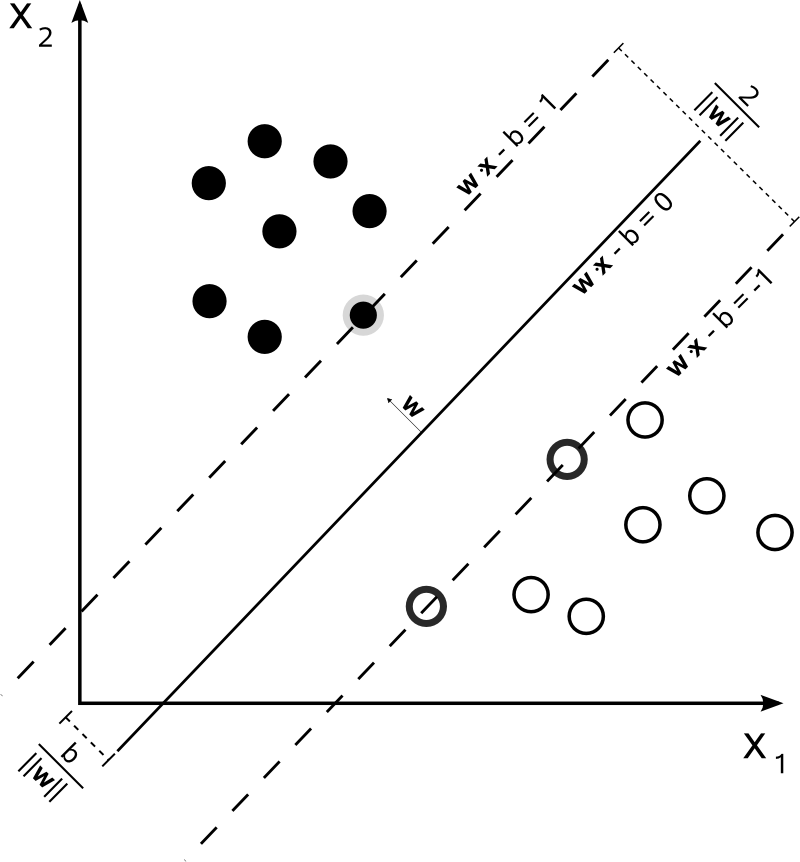
اَبَرصفحه‌ای با حداکثر حاشیه برای یک ماشین بردار پشتیبانی که با نمونه داده‌هایی از دو دسته یادگرفته شده است. داده‌هایی که بر روی اَبَرصفحه حاشیه قرار دارند بردارهای پشتیبانی نام دارند.

ما مجموعه داده‌های آزمایش {\displaystyle {\mathcal {D}}} شامل n عضو (نقطه) را در اختیار داریم که به صورت زیر تعریف می‌شود:
{\displaystyle {\mathcal {D}}=\left\{(\mathbf {x} _{i},y_{i})\mid \mathbf {x} _{i}\in \mathbb {R} ^{p},\,y_{i}\in \{-1,1\}\right\}_{i=1}^{n}}
جایی که مقدار {\displaystyle y} برابر {\displaystyle 1} یا  {\displaystyle -1} و هر {\displaystyle \mathbf {x} _{i}} یک بردار حقیقی {\displaystyle p}-بعدی است. هدف پیدا کردن ابرصفحه جداکننده با بیشترین فاصله از نقاط حاشیه‌ای است که نقاط با {\displaystyle y_{i}=1} را از نقاط با {\displaystyle y_{i}=-1} جدا کند. هر ابر صفحه می‌تواند به صورت مجموعه‌ای از نقاط  {\displaystyle \mathbf {x} } که شرط زیر را ارضا می‌کنند نوشته شود:
{\displaystyle \mathbf {w} \cdot \mathbf {x} -b=0}
جایی که '.' علامت ضرب داخلی است. {\displaystyle {\mathbf {w} }} بردار نرمال است، که به ابرصفحه عمود است.
ما می‌خواهیم {\displaystyle {\mathbf {w} }} و {\displaystyle {\mathbf {b} }} را طوری انتخاب کنیم که بیشترین فاصله بین ابر صفحه‌های موازی که داده‌ها را از هم جدا می‌کنند، ایجاد شود. این ابرصفحه‌ها با استفاده از رابطه زیر توصیف می‌شوند.
هر داده‌ای بالای ابرصفحه جداکننده زیر، با برچسب ۱ مشخص می‌شود:
{\displaystyle \mathbf {w} \cdot \mathbf {x} -b=1\,}
و هر داده‌ای پایین ابرصفحه جدا کننده زیر، با برچسب ۱- مشخص می‌شود:
{\displaystyle \mathbf {w} \cdot \mathbf {x} -b=-1\,}

### Hard-margin (حاشیه سخت)
اگر داده‌های آموزشی جدایی پذیر خطی باشند، ما می‌توانیم دو ابر صفحه در حاشیه نقاط به‌طوری‌که هیچ نقطه مشترکی نداشته باشند، در نظر بگیریم و سپس سعی کنیم، فاصله آن‌ها را، حداکثر کنیم. با استفاده از هندسه، فاصله این دو صفحه {\displaystyle {\tfrac {2}{\|\mathbf {w} \|}}} است؛ بنابراین ما باید {\displaystyle \|\mathbf {w} \|} را مینیمم کنیم. برای اینکه از ورود نقاط به حاشیه جلوگیری کنیم، شرایط زیر را اضافه می‌کنیم: برای هر {\displaystyle i} می‌تواند به صورت زیر نوشته شود:
{\displaystyle {\begin{aligned}\mathbf {w} \cdot \mathbf {x} _{i}-b\geq &1{\text{,  if  }}\mathbf {y} _{i}=1\\\mathbf {w} \cdot \mathbf {x} _{i}-b\leq &-1{\text{,  if   }}\mathbf {y} _{i}=-1\end{aligned}}}
{\displaystyle y_{i}(\mathbf {w} \cdot \mathbf {x} _{i}-b)\geq 1,\quad \forall \,1\leq i\leq n.\qquad \quad }
با کنار هم قرار دادن این دو یک مسئله بهینه‌سازی به دست می‌آید:
{\displaystyle {\begin{aligned}\min _{(w,b)}\|\mathbf {w} \|\\{\text{ s.t. }}\forall \,1\leq i\leq n\\{\displaystyle y_{i}(\mathbf {w} \cdot \mathbf {x_{i}} -b)\geq 1.\,}\end{aligned}}}

#### فرم اولیه
مسئله بهینه‌سازی مشاهده شده در قسمت قبل، مسئله سختی است، زیرا به {\displaystyle \|\mathbf {w} \|} وابسته است (نرم {\displaystyle \mathbf {w} } یا اندازه طول بردار). خوشبختانه می‌توانیم، بدون تغییر در مسئله، {\displaystyle \|\mathbf {w} \|} را با{\displaystyle {\tfrac {1}{2}}\|\mathbf {w} \|^{2}} جانشین کنیم (عبارت ½ برای راحتی در محاسبات ریاضی آمده). این یک مسئله بهینه‌سازی (OP) برنامه‌ریزی غیرخطی (QP) است. به بیانی دقیق‌تر:
می‌توان عبارت قبل را با استفاده از ضرایب نامنفی لاگرانژ به صورت زیر نوشت که در آن {\displaystyle \alpha _{i}} ضرایب لاگرانژ هستند:
اما فرمول فوق اشتباه است. فرض کنید ما بتوانیم خانواده‌ای از ابر صفحات که نقاط را تقسیم می‌کنند پیدا کنیم. پس برای همه داریم {\displaystyle y_{i}(\mathbf {w} \cdot \mathbf {x_{i}} -b)-1\geq 0} . بنابراین می‌توان با میل دادن همه {\displaystyle \alpha _{i}} به {\displaystyle +\infty }، به مقدار کمینه دست پیدا کنیم. با این حال، این شرط می‌تواند به صورت پایین بازنویسی شود:
{\displaystyle \min _{\mathbf {w} ,b}\max _{\boldsymbol {\alpha }}\{{\frac {1}{2}}\|\mathbf {w} \|^{2}-\sum _{i=1}^{n}{\alpha _{i}[y_{i}(\mathbf {w} \cdot \mathbf {x_{i}} -b)-1]}\}}
ما به دنبال نقاط زینی (saddle) می‌گردیم. حالا می‌توان این مسئله را به کمک برنامه‌ریزی غیرخطی استاندارد حل کرد. جواب می‌تواند به صورت ترکیب خطی از بردارهای آموزشی بیان شود:
{\displaystyle \mathbf {w} =\sum _{i=1}^{n}{\alpha _{i}y_{i}\mathbf {x_{i}} }}
تنها چند {\displaystyle \alpha _{i}} بزرگتر از صفر خواهند بود. {\displaystyle \mathbf {x_{i}} } متناظر، دقیقاً همان بردار پشتیبان خواهد بود و شرط را ارضا خواهد کرد. از این می‌توان نتیجه گرفت که بردارهای پشتیبان شرط زیر را نیز ارضا می‌کنند:
{\displaystyle y_{i}(\mathbf {w} \cdot \mathbf {x_{i}} -b)=1}
که اجازه می‌دهد مقدار b تعریف شود. در عمل الگوریتم مقاوم‌تر خواهد بود اگر از تمام {\displaystyle N_{SV}} بردار پشتیبان میانگین گرفته شود:
{\displaystyle b={\frac {1}{N_{SV}}}\sum _{i=1}^{N_{SV}}{(\mathbf {w} \cdot \mathbf {x_{i}} -y_{i})}}

#### فرم دوگان
استفاده از این واقعیت که {\displaystyle \|\mathbf {w} \|^{2}=w\cdot w} و جانشینی {\displaystyle \mathbf {w} =\sum _{i=1}^{n}{\alpha _{i}y_{i}\mathbf {x_{i}} }} می‌توان نشان داد که دوگان SVM به مسئله بهینه‌سازی زیر ساده می‌شود:
{\displaystyle {\begin{aligned}\max _{\forall \alpha _{i}}({\tilde {L}}(\mathbf {\alpha } )&=\sum _{i=1}^{n}\alpha _{i}-{\frac {1}{2}}\sum _{i,j}\alpha _{i}\alpha _{j}y_{i}y_{j}\mathbf {x} _{i}^{T}\mathbf {x} _{j}=\sum _{i=1}^{n}\alpha _{i}-{\frac {1}{2}}\sum _{i,j}\alpha _{i}\alpha _{j}y_{i}y_{j}k(\mathbf {x} _{i},\mathbf {x} _{j}))\,\,{\text{ s.t. }}{\displaystyle \forall \,i,\,\alpha _{i}\geq 0,\,}{\text{ and }}{\displaystyle \sum _{i=1}^{n}\alpha _{i}y_{i}=0.}\end{aligned}}}
در اینجا هسته (کرنل) به صورت {\displaystyle k(\mathbf {x} _{i},\mathbf {x} _{j})=\mathbf {x} _{i}\cdot \mathbf {x} _{j}} تعریف می‌شود. عبارت {\displaystyle \alpha } تشکیل یک دوگان برای بردار وزن‌ها مجموعه آموزشی می‌دهد:
{\displaystyle \mathbf {w} =\sum _{i}\alpha _{i}y_{i}\mathbf {x} _{i}.}

### حاشیه نرم (Soft-margin)
استفاده از روش سخت می‌تواند در مواردی محدودیت‌هایی ایجاد کند که یکی از آنها وابستگی شدید جداکننده به داده‌های مرزی است و اگر داده‌ای در مرز ابرصفحه جداکننده قرار گیرد منجر به کاهش margin (حاشیه) و تغییر شدید در ابرصفحه مورد نظر می‌شود ین نکته حائز اهمیت است که داده‌های ما در واقعیت در اکثر موارد مقداری Noise دارند و بنابراین مشکل بالا می‌تواند اثر نامطلوبی روی مرز تصمیم‌گیری ما داشته باشد؛ بنابراین مدل Hard-margin به شدت قابلیت بیش‌برازش شدن دارند.

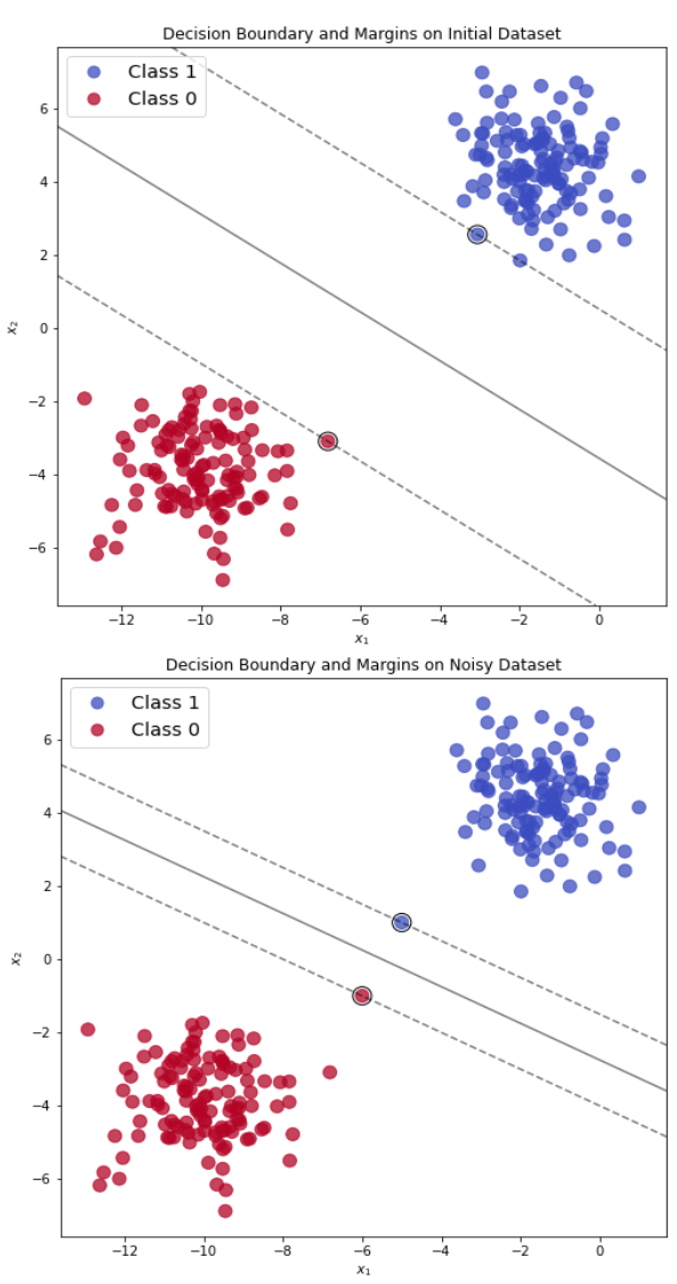
تاثیر نویز روی ابرصفحه‌های جداکننده

به منظور جلوگیری و حل این مشکل، حاشیه نرم (soft-margin) ارائه شد که اجازه می‌دهد در فرایند آموزش مدل، تعدادی از داده‌ها به درستی کلاس‌بندی نشده و حاشیه تعیین شده را نقض کنند تا درنتیجه از بیش‌برازش شدن در هنگام تست جلوگیری شود. به عبارتی با این کار نوعی عمومیت (Generalization) به مدل داده می‌شود تا بر روی داده‌های تست عملکرد بهتری داشته باشد. باید گفت، به منظور ممانعت از کاهش دقت مدل (Model Accuracy)، این کار با افزودن یک سری پارامتر و به صورت کنترل شده انجام می‌شود؛ به این  متغیرهای کمکی یا لنگی (Slack) گفته می‌شود و با نماد ξ نمایش داده می‌شوند. این متغیرها برای هر داده، میزان تخطی آن از مرز تعیین شده را مشخص می‌کند؛ اگر مقدار آن‌ها صفر باشد به این معنی است که داده در سمت درستی از مرز قرار گرفته و اگر مقدار آن‌ها بزرگتر از صفر باشد، بدان معناست که مقدار خطا را نشان می‌دهند.
در ادامه همه ξ‌ها جمع زده می‌شوند و در ضریب {\displaystyle C} ضرب می‌شوند و به عبارتی که در Hard-margin داشتیم اضافه می‌شوند تا عبارت خطای جدید به دست آید، که برای رسیدن به هدف خود می‌بایست عبارت زیر را کمینه کنیم:{\displaystyle \min _{w,b,\xi }{\frac {1}{2}}||w||_{2}^{2}+C\sum _{i=1}^{N}{\xi _{i}}}{\displaystyle {\textrm {s.t.}}\quad y^{(i)}(w^{T}x^{(i)}+b)\geq 1-\xi _{i}\quad \xi _{i}\geq 0\quad \forall i\in \{1,2,...,N\}}در عبارت خطا، مقدار {\displaystyle C} نشان می‌دهد که چقدر اجازه می‌دهیم در زمان train مدل داده‌های در کلاس اشتباه قرار گیرند این یعنی هرچقدر {\displaystyle C} بزرگتر باشد کمتر به مدل اجازه می‌دهیم اشتباه کند و بالعکس. کاهش بی‌رویه و بدون کنترل {\displaystyle C} موجب افزایش بایاس (bias) و افزایش آن موجب افزایش واریانس خواهد شد پس باید در انتخاب {\displaystyle C} بسیار دقت کرد. به {\displaystyle C} متغیر منظم‌ساز (regularization parameter) گفته می‌شود.

## ماشین‌های بردار پشتیبان غیرخطی

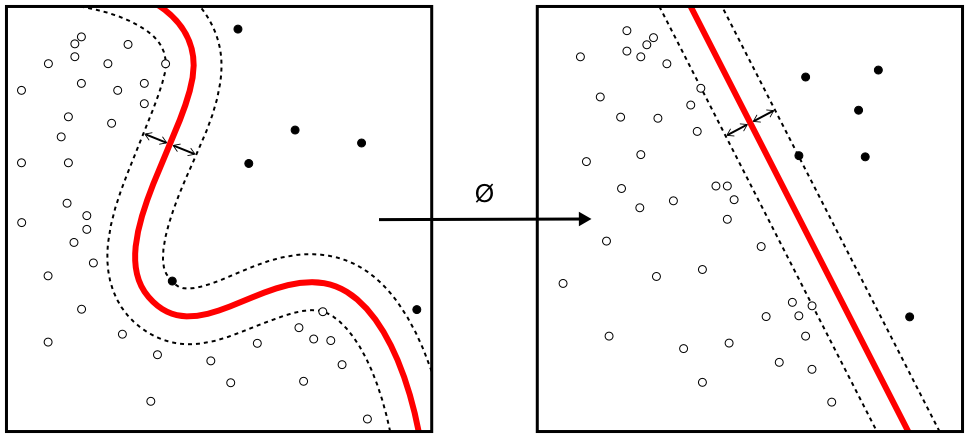
Kernel Machine (Method)

ابرصفحه جداکننده بهینه اولین بار توسط وپنیک در سال ۱۹۶۳ ارائه شد که یک دسته‌کننده خطی بود. در سال ۱۹۹۲، برنهارد بوزر، ایزابل گیون و وپنیک راهی را برای ایجاد دسته‌بند غیرخطی، با استفاده قرار دادن هسته برای پیدا کردن ابرصفحه با بیشترین حاشیه، پیشنهاد دادند.
الگوریتم پیشنهادی ظاهراً مشابه است، به جز آنکه تمام ضرب‌های نقطه‌ای با یک تابع هسته غیرخطی جایگزین شداند. این خصوصیت اجازه می‌دهد، الگوریتم، برای ابرصفحه با بیشترین حاشیه در یک فضای ویژگی تغییرشکل داده، مناسب باشد. ممکن است، تغییرشکل غیرخطی باشد و فضای تغییر یافته، دارای ابعاد بالاتری باشد. به هر حال دسته‌بندی‌کننده، یک ابرصفحه در فضای ویژگی با ابعاد بالا است، که ممکن است در فضای ورودی نیز غیرخطی باشد.
اگر از هسته با تابع گوسین استفاده شود، فضای ویژگی متناظر، یک فضای هیلبرت نامتناهی است. دسته‌کنندهٔ بیشترین حاشیه، خوش ترتیب است، بنابراین ابعاد نامتناهی، نتیجه را خراب نمی‌کند. هسته‌های متداول به صورت زیر هستند:
- چندجمله‌ای (همگن): {\displaystyle k(\mathbf {x_{i}} ,\mathbf {x_{j}} )=(\mathbf {x_{i}} \cdot \mathbf {x_{j}} )^{d}}
- چندجمله‌ای (ناهمگن): {\displaystyle k(\mathbf {x_{i}} ,\mathbf {x_{j}} )=(\mathbf {x_{i}} \cdot \mathbf {x_{j}} +1)^{d}}
- گوسین تابع پایه شعاعی: {\displaystyle k(\mathbf {x_{i}} ,\mathbf {x_{j}} )=\exp(-\gamma \|\mathbf {x_{i}} -\mathbf {x_{j}} \|^{2})}، for {\displaystyle \gamma >0.}  گاهی اوقات با استفاده از پارامتر  {\displaystyle \gamma =1/{2\sigma ^{2}}}
- تانژانت هذلولی: {\displaystyle k(\mathbf {x_{i}} ,\mathbf {x_{j}} )=\tanh(\kappa \mathbf {x_{i}} \cdot \mathbf {x_{j}} +c)}، برای برخی (not every) {\displaystyle \kappa >0} و {\displaystyle c<0}

هسته با انتقال {\displaystyle \varphi (\mathbf {x_{i}} )} با تساوی {\displaystyle k(\mathbf {x_{i}} ,\mathbf {x_{j}} )=\varphi (\mathbf {x_{i}} )\cdot \varphi (\mathbf {x_{j}} )} در ارتباط است. همچنین مقدار wدر فضای انتقال یافته برابر {\displaystyle \textstyle \mathbf {w} =\sum _{i}\alpha _{i}y_{i}\varphi (\mathbf {x} _{i}).} است. ضرب نقطه‌ای با w می‌تواند توسط هسته محاسبه شود یعنی {\displaystyle \textstyle \mathbf {w} \cdot \varphi (\mathbf {x} )=\sum _{i}\alpha _{i}y_{i}k(\mathbf {x} _{i},\mathbf {x} )}. به هر حال در حالت عادی w' وجود ندارد، به‌طوری‌که {\displaystyle \mathbf {w} \cdot \varphi (\mathbf {x} )=k(\mathbf {w'} ,\mathbf {x} ).}

## طبقه‌بند بردار پشتیبان چندکلاسه (Multi-Class SVC)
ماشین بردار پشتیبان اساساً یک جداکننده (کلاس بند برای ۲ کلاس) است. در بخش قبلی پایه‌های تئوری ماشین‌های بردار پشتیبان برای دسته‌بندی دو کلاس تشریح شد. یک تشخیص الگوی چند کلاسی می‌تواند به وسیلهٔ ترکیب ماشین‌های بردار پشیبان دو کلاسی حاصل شود. به‌طور معمول دو دید برای این هدف وجود دارد. یکی از آن‌ها استراتژی «یک در مقابل همه» برای دسته‌بندی هر جفت کلاس و کلاس‌های باقی‌مانده است. دیگر استراتژی «یک در مقابل یک» برای دسته‌بندی هر جفت است. در شرایطی که دسته‌بندی اول به دسته‌بندی مبهم منجر می‌شود. برای مسائل چند کلاسی٬رهیافت کلی کاهش مسئلهٔ چند کلاسی به چندین مسئله دودویی است. هریک از مسائل با یک جداکننده دودویی حل می‌شود. سپس خروجی جداکننده‌های دودویی SVM با هم ترکیب شده و به این ترتیب مسئله چند کلاس حل می‌شود.

### روش «یک در مقابل همه»
در این روش، ما نیازمند ابرصفحه‌ای هستیم که داده‌های یک کلاس را از داده‌های سایر کلاس‌ها به‌طور همزمان جداسازی نماید؛ در واقع با این روش تمام نمونه‌ها در به‌دست آوردن ابرصفحه بهینه در نظر گرفته خواهند شد؛ به طوریکه داده‌ها به ازای هر طبقه‌بند به دو دسته تقسیم می‌شوند: یک گروه به ازای داده‌های کلاس مورد نظر و گروه دیگر شامل تمام نقاط سایر کلاس‌ها. بدین ترتیب برای یک مسئله طبقه‌بندی با K دسته، نیازمند K طبقه‌بند ۲ کلاسه هستیم. در زمان آموزش مدل همه K طبقه‌بند را روی مجموعه آموزش، آموزش می‌دهیم و سپس در زمان تست مدل هم بررسی می‌کنیم که هر طبقه‌بند داده ورودی را در طبقه خود می‌داند یا خیر. در شرایطی امکان دارد که چند طبقه‌بند همزمان داده را در کلاس خود اعلام کنند که در اینصورت می‌توان از معیارهایی استفاده کرد، یکی از این معیارها انتخاب طبقه‌بندی است که دورترین ابرصفحه را از داده مورد نظر دارد.

### روش «یک در مقابل یک»
در این روش برخلاف روش قبلی به دنبال پیدا کردن طبقه‌بند میان هر دو کلاس هستیم پس در نتیجه به {\displaystyle {K \choose 2}}طبقه‌بند نیاز داریم که K در این رابطه تعداد کلاس‌ها است.